# Pingtai, Guangdong
Pingtai är en köping i sydöstra Kina. Den ligger i Yunan härad i staden Yunfu i provinsen Guangdong, omkring 190 kilometer väster om provinshuvudstaden Guangzhou. Antalet invånare är 22 120. Befolkningen består av 10 695 kvinnor och 11 425 män. Barn under 15 år utgör 22,0 %, vuxna 15-64 år 66 %, och äldre över 65 år 11,0 %.